# NHK丰桥支局
NHK豐橋支局（日语：／），是日本放送協會位於愛知縣豐橋市的支局，也是負責主管當地事務的放送支局。

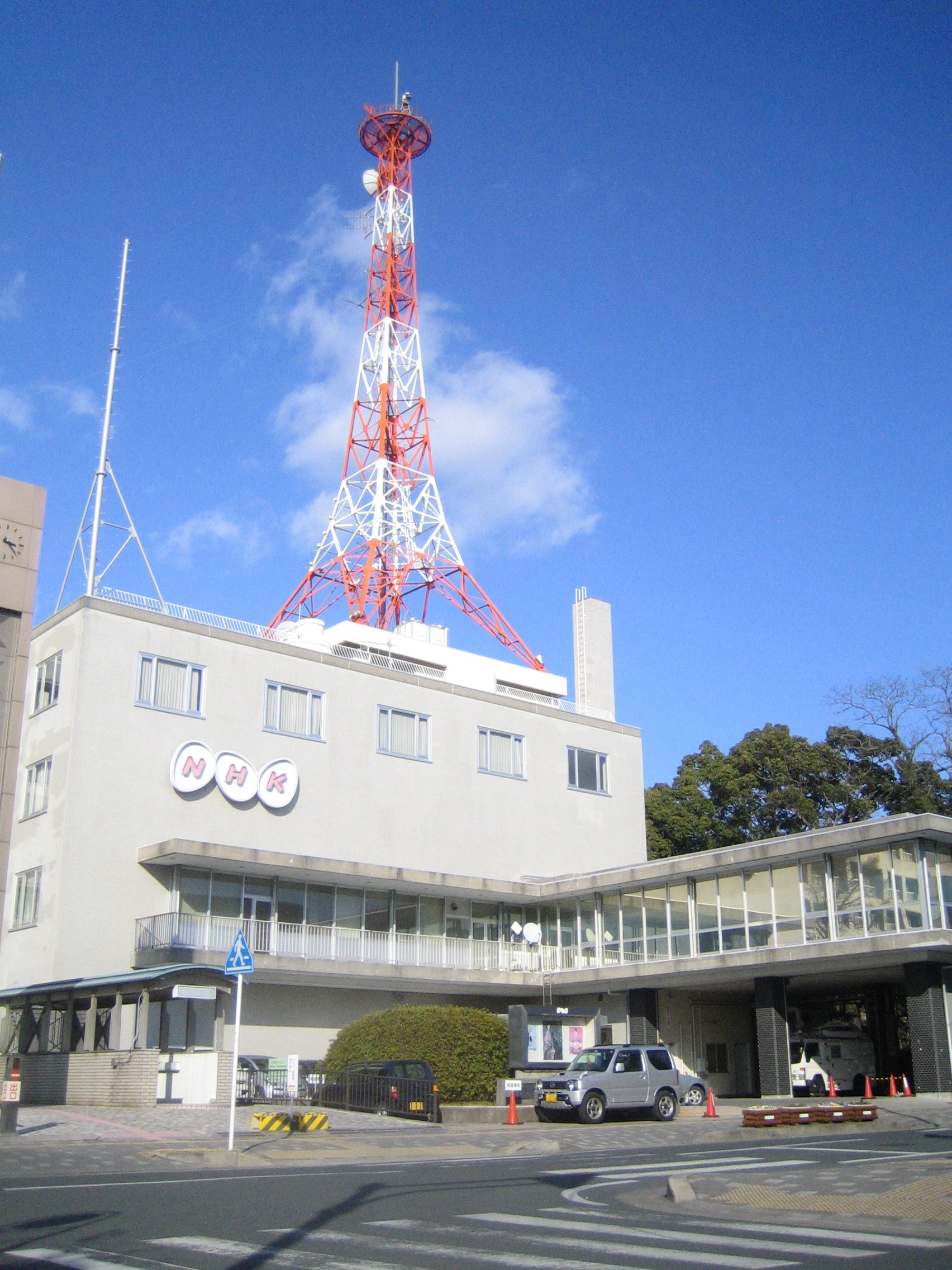
NHK豊橋支局

## 概要
1940年成立時為名古屋中央電視臺豐橋辦事處，1951年改名為NHK豐橋放送局，在當時只有NHK廣播第1頻率，主要播放面向愛知縣東三河地方的地方新聞。1988年7月降級為名古屋電視臺的支局，之後成為收費頻道和東三河的地方報道（豐橋報道室）電視台。

## 外部連結
- NHK豊橋支局 （页面存档备份，存于）